# Planodes virginicum
Planodes es un género monotípico de plantas de la familia Brassicaceae. Su única especie, Planodes virginicum es originaria de los Estados Unidos.

## Descripción
Tiene tallos sencillos, muchos en la base, de  1-3,5  dm, hirsutos o puberulentos basalmente, a menudo glabras distal. Hojas basales: con pecíolo de 0,8-1,5 cm; Hoja oblonga a oblanceolada a grandes rasgos, de 1.5-7 cm × 4-20 mm, los márgenes pinnatifidos a pinnatisectos; lóbulos (4) 6-12 (-15) por lado, ovadas u oblongas a lineal, márgenes de frecuencia dentado grueso proximal; lóbulo terminal igual o más grande que lateral, márgenes enteros o lateralmente 1-dentada, superficies generalmente pubescentes. Las hojas caulinarias poco pecioladas; la hoja más pequeña, más estrecha, (lóbulo) márgenes enteros. Racimos laxos en la fruta. Frutas divaricada-ascendente. Semillas orbiculares o suborbiculares. Tiene un número de cromosomas de: 2n = 16.

## Taxonomía
Planodes virginicum fue descrita por (L.) Greene y publicado en Leaflets of Botanical Observation and Criticism 2(10): 221. 1912.
Sinonimia
- Arabis ludoviciana (Hook.) C.A.Mey.
- Arabis virginica (L.) Poir.
- Arabis virginica (L.) Trel., Branner & Coville
- Cardamine angustifolia Raf.
- Cardamine engelmanniana auct.
- Cardamine hirsuta var. virginica (L.) Torr. & A.Gray
- Cardamine ludoviciana Hook.
- Cardamine parviflora subsp. virginica (L.) O.E.Schulz
- Cardamine virginiana Panz.
- Cardamine virginica L.
- Erysimum ludovicianum (Hook.) Kuntze
- Nasturtium ludovicianum (Hook.) O.E.Schulz
- Sibara virginica (L.) Rollins
- Sisymbrium ludovicianum Nutt. ex Hook.[3]